# 天盖

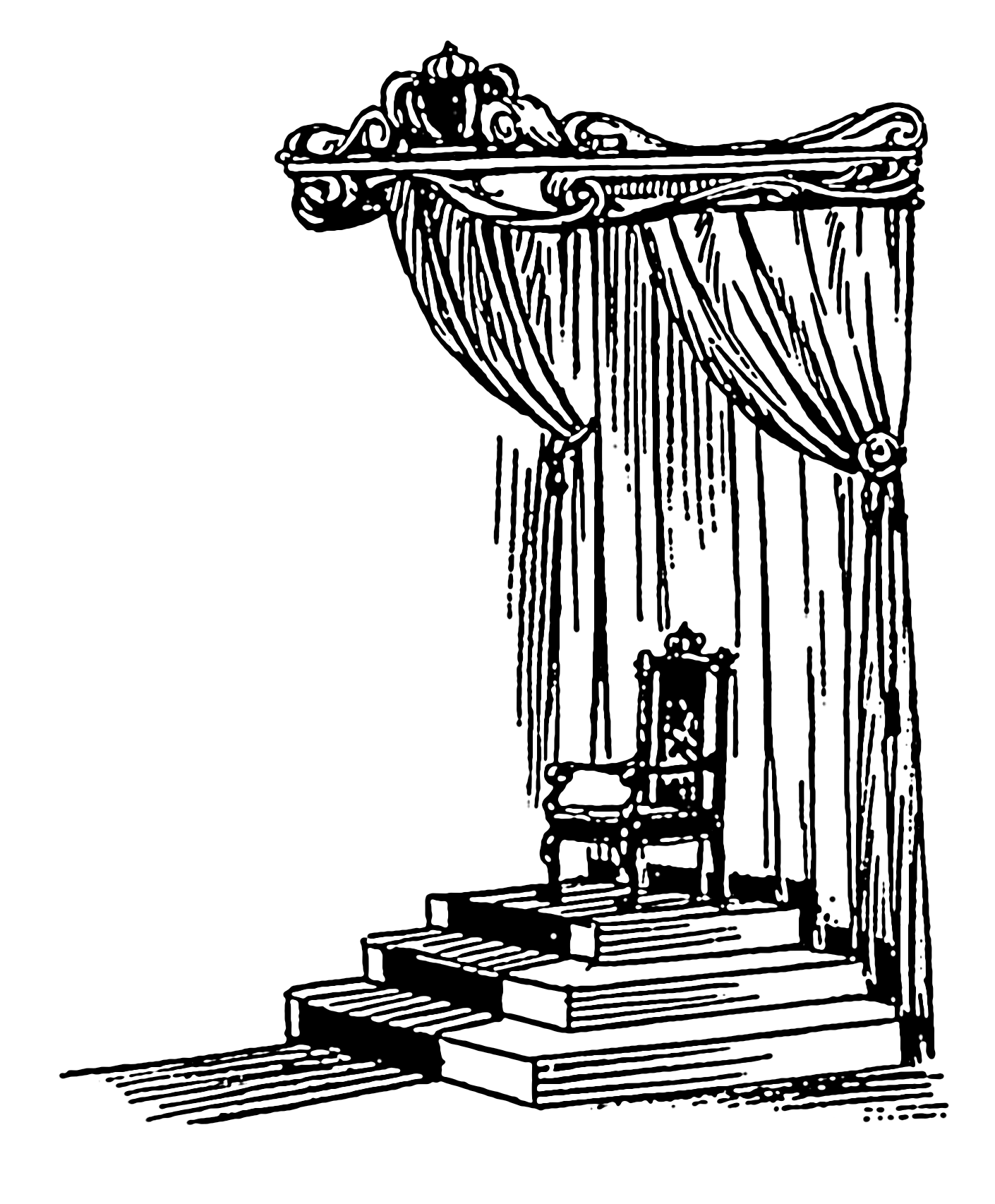
王座和天蓋

天盖（英語：baldachin），又称华盖、頂篷、蓬罩，是通常放置在祭坛或王座上的国家顶篷。它最初是布制顶篷，但在其他情况下，它是一个坚固的永久性建筑特征，特别是在大教堂的高坛上，当它有足够的建筑形式时，这种结构更准确地被称为ciborium。天盖通常支撑在柱子上，尤其是当它们与封闭的墙壁断开时。
荣誉布是一种较简单的布，垂直悬挂在王座后面，通常继续形成天盖。它也可以用于室内设计中的类似檐篷，例如床上方，以及用于正式国家仪式（如加冕典礼）的游行檐篷，由四个或更多的人用柱子固定在布角上。